# Jörg Jungmayr
Jörg Jungmayr (* 1948) ist Dozent an der Freien Universität Berlin und lehrt am Institut für Deutsche und Niederländische Philologie. Er wirkt zudem an der Forschungsstelle für Mittlere Deutsche Literatur.
Nach dem Studium der Fächer Germanistik und Geschichte an den Universitäten in Tübingen und Berlin arbeitet er seit 1975 als Wissenschaftlicher Angestellter an der FU Berlin. Schwerpunkte in Forschung und Lehre sind die Bereiche Frauenmystik sowie die Literatur des späten Mittelalters unter besonderer Berücksichtigung der Autoren. Als Redakteur arbeitet er am bio-bibliographischen Lexikon Die Deutsche Literatur mit und ist hier für die Reihe II Die Deutsche Literatur zwischen 1450 und 1620 verantwortlich.

## Editionen
Jungmayr hat verschiedentlich Editionen verantwortet. So übersetzte und kommentierte er das Traktat des Henricus Cornelius von Nettesheim: Vom Adel und Fürtreffen Weibliches geschlechts (1540), das auf ein lateinisches Traktat von 1529 zurückgeht. Außerdem gab er die Legenda Maior des Raimund von Capua heraus, die in zwei Bänden 2004 erschien.
Momentan sind weitere Editionen in Vorbereitung, so die Hystori und wunderbarlich legend Katharinae von Senis nach der Druckausgabe Augsburg 1515. Er arbeitet außerdem an einer Edition der Heiligenlegende Von dem Wünderbarlichen Vnd Heiligen Leben Vnd Miraculen der Heiligen Jungfrawen Cathrina Von Senis sowie an den Werken der Teresa von Avila, die vollständig herausgegeben werden sollen.

## Schriftenverzeichnis
- Henricus Cornelius von Nettesheim: Vom Adel und Fürtreffen Weibliches geschlechts, 1540. Übersetzung von: Declamatio de nobilitate et praecellentiae foeminei sexus, 1529. Ediert und kommentiert. In: Archiv für philosophie- und theologiegeschichtliche Frauenforschung. Band 4. München 1988, S. 53–95, 340–359. – 2., überarbeitete und erweiterte Aufl. 1996, S. 63–100, 368–390.
- Die Legenda Maior (Vita Catharinae Senensis) des Raimund von Capua. Edition nach der Nürnberger Handschrift Cent. IV, 75. Übersetzung und Kommentar (zweisprachige Ausgabe). 2 Bde. Berlin 2004.